# Walt Kelly
Walter Crawford Kelly, Jr (25 août 1913 – 18 octobre 1973), connu sous le nom de Walt Kelly, était un auteur de bandes dessinées américain, connu pour le comic strip Pogo comprenant des personnages habitant une partie du marais d'Okefenokee en Géorgie.

## Biographie et carrière
Le 25 août 1913, Walt Kelly naît à Philadelphie en Pennsylvanie.
Durant son enfance, sa famille déménage à Bridgeport Connecticut où son père travaille dans une usine de munitions.
En 1930, Walt Kelly obtient un diplôme à la Warren Harding High School.
Ensuite, il trouve des petits emplois avant de devenir journaliste des affaires criminelles pour le Bridgeport Post. Au sein du journal, il apprend l'illustration et le dessin pour réaliser entre autres une biographie de Phineas Taylor Barnum, natif de la ville.
Kelly est souvent associé à deux autres auteurs de bandes dessinées, Milton Caniff (Terry et les Pirates et Steve Canyon) et Al Capp (Li'l Abner), car ils étaient tous les trois des amis proches et des collaborateurs dans leurs vies professionnelles adultes. Ils se ont aussi référencés les uns les autres dans leurs scénarios. D'après une anecdote (issue de Al Capp Remembered, 1994, Capp et son frère Elliott se sont échappés d'une fête ennuyeuse dans leur maison laissant Kelly seul face à un groupe d'argentins, ne parlant pas anglais et qu'il devait divertir. Kelly a riposté en offrant le piano quart de queue de Capp. D'après Capp, qui aime relater cette histoire, les deux raisons parfaitement logiques de Kelly pour faire cela étaient : « 1. consolider les relations diplomatiques entre l'Argentine et les États-Unis, 2. parce que tu ne savais pas jouer du piano, de toute façon ». Capp disait de Kelly, « Walt, quand il voulait l'être, est l'un des hommes les plus drôles du monde » (Playboy, décembre 1965)
Milton Caniff relate une autre anecdote (dans Phi Beta Pogo, 1989) impliquant Kelly et Capp 
« deux garçons de Bridgeport, Connecticut, nez à nez », sur une scène à une réunion du Newspaper Comics Council dans les années 1960. Walt dit à Al "Bien sûr, c'est exactement comme cela que tu dois dessiner Daisy Mae, je ne te montre pas cela seulement pour ton bien." Il réalise alors un croquis. Capp, bien sur est piqué par cela comme on peut l'imaginer. Donc il réplique en faisant sa version de Pogo. Malheureusement les dessins ont disparu depuis longtemps. Quel dommage ! Personne n'avait anticipé qu'il y aurait eu ce duel entre les deux... »

### Studios Disney
Au début des années 1930, il s'installe en Californie du Sud, semble-t-il pour rejoindre sa future femme, Helen DeLacy, qui y a déménagé, et trouve un travail de dessinateur de storyboard aux Walt Disney Studios.
Le 6 janvier 1936, Walt Kelly est engagé par Disney. Il contribue à plusieurs courts métrages dont les gags de Donald Duck et à partir de 1939, il passe au département des longs métrages. Débutant comme animateur, il devient l'assistant et l'ami de Fred Moore, proche de Walt Disney, et de Ward Kimball, l'un des Neuf Sages de Disney.
En 1935 et 1936, le travail de Walt Kelly apparait aussi dans des comics distribués par ce qui deviendra DC Comics.
Chez Disney, Walt Kelly contribue à des films tels que :
| Date | Titre                           | Contribution                                                                       |
| ---- | ------------------------------- | ---------------------------------------------------------------------------------- |
| 1937 | Blanche-Neige et les Sept Nains |                                                                                    |
| 1940 | Pinocchio                       | Lorsque Gepetto se retrouve pour la première fois pêchant dans Monstro la baleine. |
| 1940 | Fantasia                        | Quand Bacchus saoul chevauche un âne dans la séquence de la Symphonie Pastorale.   |
| 1941 | Dumbo                           | Monsieur Loyal et la bataille des corbeaux.                                        |
| 1941 | Le Dragon récalcitrant          | Le petit garçon.                                                                   |

Walt Kelly a indiqué que son salaire de l'époque chez Disney était de 100 dollars par semaine.
Walt Kelly se spécialise aussi dans l'animation de Mickey Mouse et anime deux courts métrages, Le Tourbillon et Les années 1990.
En 1941, durant la grève des studios Disney, Walt Kelly ne participe pas au piquet de grève, comme il est souvent mentionné par erreur, mais reste chez lui, arguant d'une maladie familiale, afin de ne pas être obligé de choisir un camp. La correspondance entre Kelly et Kimball, son collègue animateur et ami proche, atteste son indécision durant cette difficile épreuve. Kimball a déclaré dans une entrevue donnée des années plus tard que Kelly se trouvait alors « créativement contrit dans l'animation, une forme d'art collectif, peut-être dépassé par les besoins techniques de cette forme et aurait profité de cette grève pour chercher à partir ».
Le 12 septembre 1941, Walt Kelly quitte le studio. Il a toutefois adapté en bande dessinée Pinocchio et Les Trois Caballeros pour Dell Comics, semble-t-il à la suite d'une recommandation de Walt Disney en personne, ce qui lui a permis d'avoir une transition dans sa carrière.

### Dell Comics
Walt Kelly entame une série de bandes dessinées basées sur les contes de fées et histoires pour enfants ainsi que les célébrations annuelles de Noël et de Pâques pour Dell Comics. Il semble avoir écrit ou coécrit la plupart des œuvres qu'il a dessinées pour les comics. Sa touche unique est facilement discernable.
Son travail pour Dell Comics est alors très varié : 
- il réalise une série d'histoires dérivées des films Les Petites Canailles de Hal Roach
- il fournit des couvertures pour Walt Disney's Comics and Stories
- il illustre les deux adaptations de films de Disney susmentionnés
- il dessine des histoires avec Raggedy Ann et Andy et Uncle Wiggily
- il écrit et dessine une longue série de comics vantant une entreprise boulangère et comprenant un personnage nommé "Peter Wheat"
- il réalise une série de pantomimes (sans dialogue) d'histoires sur deux pages comprenant les Gremlins de Roald Dahl pour Walt Disney's Comics and Stories #34-41[4]
- il écrit, dessine et chante pour des livres d'enfants, des disques et des boites de céréales.

Il est si prolifique durant les années 1940 qu'il déclare que l'exhaustivité de son travail ne pourra jamais être documentée.
Sa santé ne lui permet pas de s'engager dans l'armée durant la Seconde Guerre mondiale. Il travaille malgré tout pour l'armée et illustre les manuels de l'unité des langues étrangères dont plusieurs sur les langues (un sujet de prédilection de Kelly) et un manuel d'utilisation d'outils dans lequel il croque Kimball en homme des cavernes.
Cette période voit la création du plus célèbre personnage de Kelly, Pogo, publié pour la première fois en 1943 dans Animal Comics de Dell Comics. La première histoire, sûrement influencée par celles de l'Oncle Rémus de Joel Chandler Harris, dépeint un jeune homme nommé Bumbazine contre le méchant Albert l'alligator, avec Pogo Possum comme personnage secondaire. Albert surpasse finalement Bumbazine comme personnage principal et puis Pogo supplante Albert qui disparait de la série tout comme le seul personnage humain - que Kelly considère comme le moins crédible.
Pogo est presque méconnaissable dans ses premières apparitions avec un réel aspect d'opossum à l'opposé de sa forme classique. Il devient graduellement plus rond et change pour un aspect plus attirant, plus comme Mickey Mouse, avec un nez noir qu'il conservera malgré la fin de sa transition vers la page de comics en 1948.
Le travail de Walt Kelly avec Dell Comics se poursuit avec le succès du lancement d'un strip dans la presse au début des 1950, qui s'arrête après 60 publications de Pogo Possum, toute comprenant des histoires originales, par un conflit au sujet de la republication des anciennes histoires de Pogo et d'Albert dans un livre intitulé The Pogo Parade. Walt Kelly, devenu un important auteur, ne souhaite plus voir ses premiers travaux publiés.

### New York Star
Après la Seconde Guerre mondiale, Walt Kelly reprend le journalisme comme dessinateur politique.
En 1948, alors directeur artistique de l'éphémère New York Star, Walt Kelly lance la production d'un strip au crayon proposant des commentaires de l'actualité avec les personnages du Marais d'Okefenokee, l'entourage de Pogo.
Le 4 octobre 1948, le premier strip de Pogo paraît dans le New York Star.
Le 28 janvier 1949, le New York Star ferme. Walt Kelly poursuit le strip en syndication à travers Hall Syndicate, relancé en mai 1949. Il s'arrange aussi pour récupérer les droits d'auteurs et la propriété du strip, fait rare à l'époque.

## Filmographie
- 1937 : Blanche-Neige et les Sept Nains
- 1940 : Pinocchio
- 1940 : Fantasia
- 1941 : Dumbo
- 1941 : Le Tourbillon
- 1941 : Les Années 90
- 1941 : Le Dragon récalcitrant

## Divers
En 1968, le groupe country rock Poco débute au club Troubadour de Doug Weston (West Hollywood (Californie)) sous le nom de Pogo. Après avoir obtenu suffisamment de notoriété, le groupe est poursuivi par Walt Kelly. En conséquence, le groupe change son nom pour Poco pour minimiser les dommages.

## Récompenses
- 1952 : Prix Billy DeBeck (Reuben), pour Pogo
- 1972 : Té d'argent de la National Cartoonists Society
- 1989 : Prix Inkpot (à titre posthume)
- 1992 : Temple de la renommée Jack Kirby (à titre posthume)
- 1995 : Temple de la renommée Will Eisner (à titre posthume)